# Daria Govor
Daria Sergueïevna Govor (en russe : Дарья Сергеевна Говор, née le 21 mai 1995 à Elektrostal) est une plongeuse russe.

## Biographie
Aux Championnats d'Europe de plongeon 2011, elle est médaillée d'or en plongeon synchronisé à 10 mètres avec Yulia Koltunova.
Elle est médaillée d'or par équipe à l'Universiade d'été de 2015.